# Flèche wallonne féminine 2013
Cet article concerne l'édition féminine de la Flèche wallonne. Pour la course masculine, voir Flèche wallonne 2013.
La 16e édition de la Flèche wallonne féminine a eu lieu le 17 avril 2013. Elle fait partie du calendrier de la Coupe du monde de cyclisme sur route féminine 2013. La course est remportée par la Néerlandaise Marianne Vos.

## Équipes
| Équipes féminines professionnelles (20)- BePink - Bizkaia-Durango - Boels Dolmans - Cyclelive Plus-Zannata - Faren-Kuota - GSD Gestion-Kallisto - Hitec Products - Lotto-Belisol Ladies - MCipollini-Giordana - Orica-AIS - Pasta Zara-Cogeas - Rabo Women - RusVelo - Sengers Ladies - Specialized-Lululemon - Argos-Shimano - Futurumshop.nl-Polaris - Topsport Vlaanderen-Bioracer - Vienne Futuroscope - Wiggle Honda Équipes nationales (2)- France - États-Unis |
| |

## Parcours

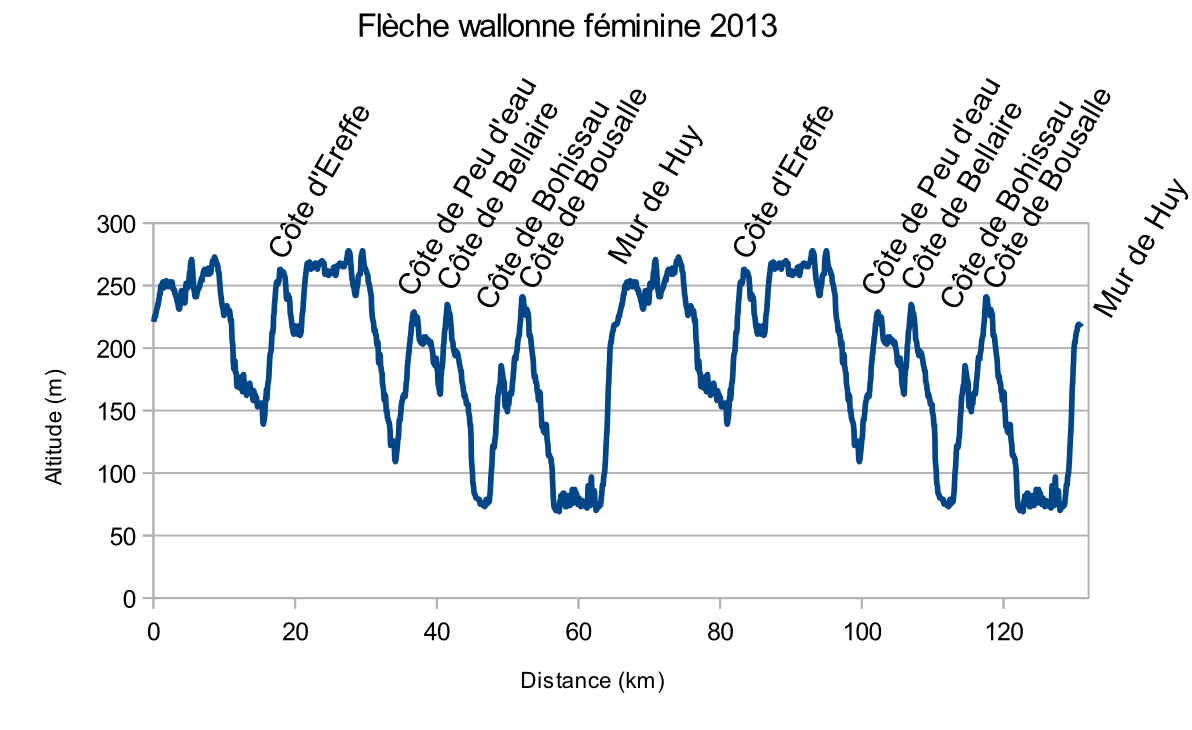
Profil de la course

Douze côtes sont répertoriées :
| Num | Nom               | km    | Longueur (m) | Pente moyenne | km de l'arrivée |
| --- | ----------------- | ----- | ------------ | ------------- | --------------- |
| 1   | Côte d'Ereffe     | 18,5  | 2 200        | 5,9 %         | 113             |
| 2   | Côte de Peu d'Eau | 37    | 2 700        | 3,9 %         | 94,5            |
| 3   | Côte de Bellaire  | 42,5  | 1 000        | 6,8 %         | 89              |
| 4   | Côte de Bohissau  | 49,5  | 1 300        | 7,6 %         | 82              |
| 5   | Côte de Bousalle  | 53,0  | 1 700        | 4,9 %         | 78,5            |
| 6   | Mur de Huy        | 65,5  | 1 300        | 9,3 %         | 66              |
| 7   | Côte d'Ereffe     | 84,5  | 2 200        | 5,9 %         | 47              |
| 8   | Côte de Peu d'Eau | 103,5 | 2 700        | 3,9 %         | 28              |
| 9   | Côte de Bellaire  | 108,5 | 1 000        | 6,8 %         | 23              |
| 10  | Côte de Bohissau  | 116   | 1 300        | 7,6 %         | 15,5            |
| 11  | Côte de Bousalle  | 119   | 1 700        | 4,9 %         | 12,5            |
| 12  | Mur de Huy        | 131,5 | 1 300        | 9,3 %         | 0               |

## Récit de la course

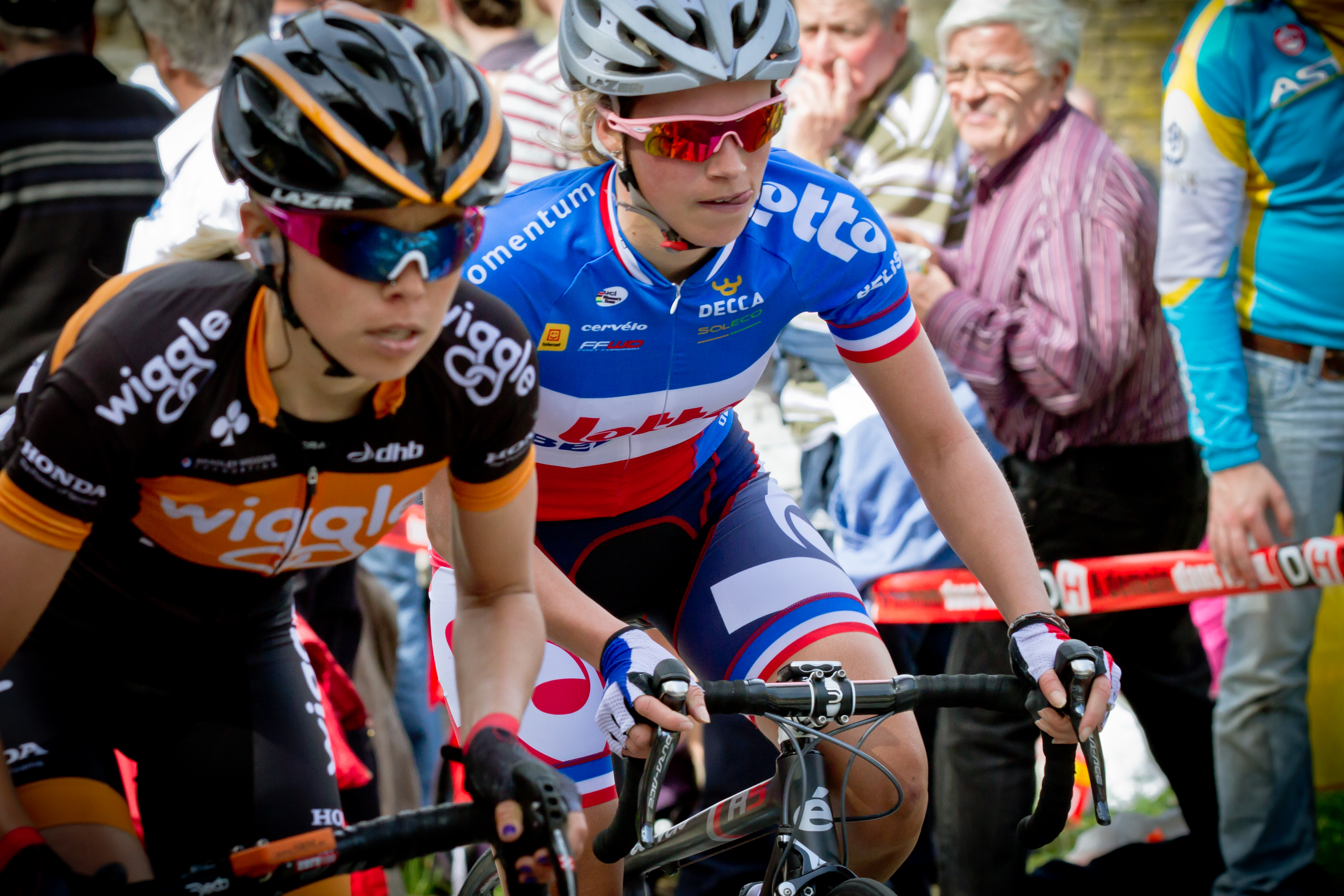
Marion Rousse et Emily Colins dans le mur

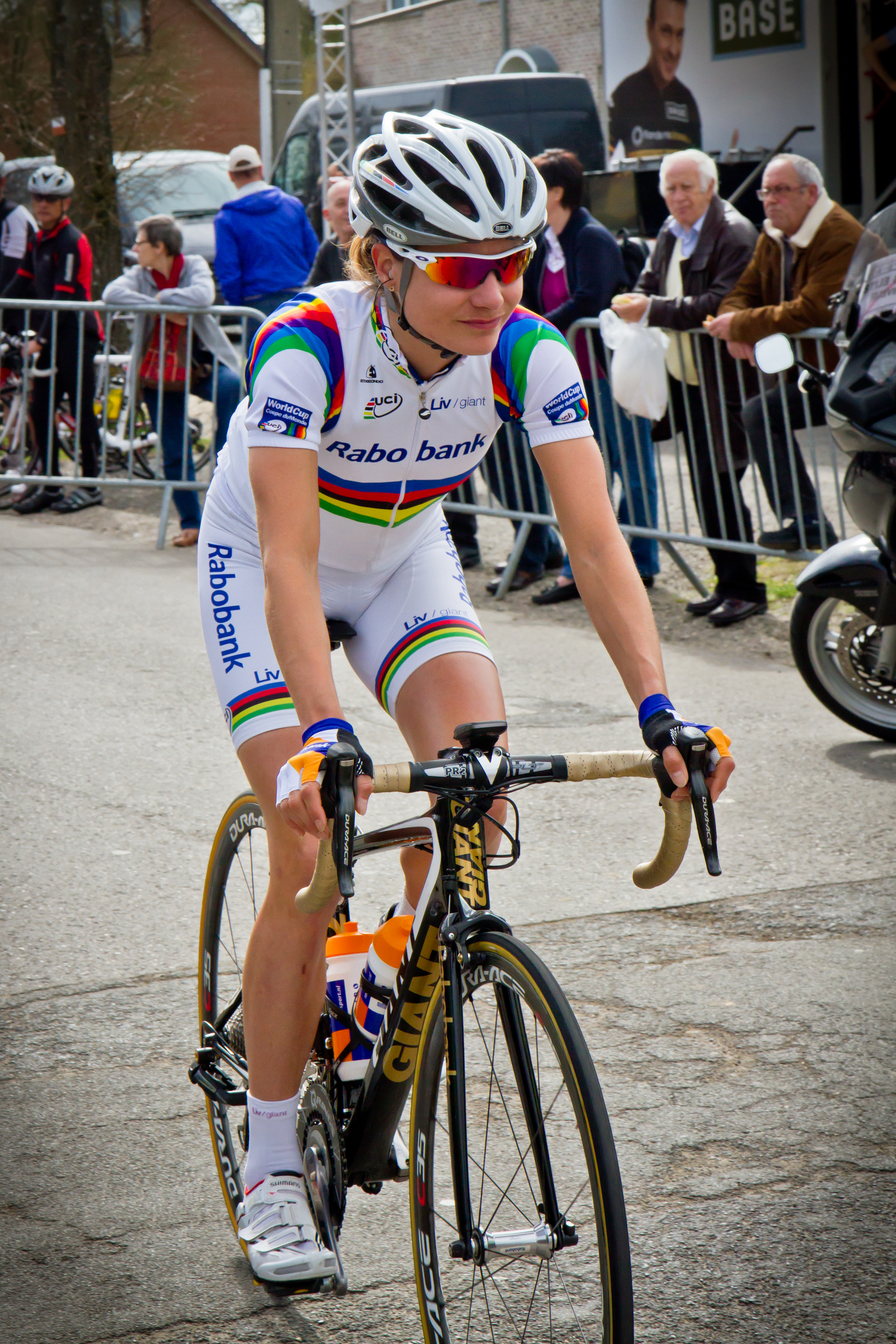
Marianne Vos

Un groupe de huit coureuses s'échappe au bout de cinquante kilomètres. Elles ont une avance de quarante-deux secondes à la côte de Bohissau. Dans la poursuite le peloton se scinde en deux. Cependant, une fois le groupe repris, le peloton se reforme. La première montée du mur de Huy produit une sélection importante et divise le peloton en trois. Il se reforme une nouvelle fois avant le final. Alena Amialiusik et Katie Colclough partent à une quinzaine de kilomètres de la ligne. Leur avance atteint trente secondes, mais elles se font reprendre. Tatiana Guderzo sort à dix kilomètres du but, la route large voue néanmoins sa tentative à l'échec. Tout se joue dans le mur de Huy. Ashleigh Moolman accélère dans le virage puis de fait doubler par Marianne Vos. Elisa Longo Borghini tente de suivre la Néerlandaise mais n'y parvient pas. La deuxième place se décide à la photo finish entre la Sud-Africaine et l'Italienne au profit de cette dernière.

## Classement final
| \| Classement général \| Classement général \| Classement général \| Classement général \| Classement général \| \| Coureuse \| Coureuse \| Pays \| Équipe \| Temps \| \| ------------------ \| -------------------- \| ------------------ \| --------------------- \| ------------------ \| \| 1re \| Marianne Vos \| Pays-Bas \| Rabo Women \| 3 h 34 min 32 s \| \| 2e \| Elisa Longo Borghini \| Italie \| Hitec Products UCK \| + 0 s \| \| 3e \| Ashleigh Moolman \| Afrique du Sud \| Lotto Belisol Ladies \| + 0 s \| \| 4e \| Anna van der Breggen \| Pays-Bas \| Sengers \| + 6 s \| \| 5e \| Emma Johansson \| Suède \| Orica-AIS \| + 6 s \| \| 6e \| Ellen van Dijk \| Pays-Bas \| Specialized-Lululemon \| + 19 s \| \| 7e \| Alena Amialiusik \| Biélorussie \| BePink \| + 25 s \| \| 8e \| Amber Neben \| États-Unis \| Pasta Zara-Cogeas \| + 28 s \| \| 9e \| Tiffany Cromwell \| Australie \| Orica-AIS \| + 33 s \| \| 10e \| Jessie Daams \| Belgique \| Boels Dolmans \| + 33 s \| |                      |                |                       |                 |
| |                      |                |                       |                 |
| Sources : ProCyclingStats Cycling Quotient |                      |                |                       |                 |
| Classement général |                      |                |                       |                 |
| Coureuse | Coureuse             | Pays           | Équipe                | Temps           |
| 1re | Marianne Vos         | Pays-Bas       | Rabo Women            | 3 h 34 min 32 s |
| 2e | Elisa Longo Borghini | Italie         | Hitec Products UCK    | + 0 s           |
| 3e | Ashleigh Moolman     | Afrique du Sud | Lotto Belisol Ladies  | + 0 s           |
| 4e | Anna van der Breggen | Pays-Bas       | Sengers               | + 6 s           |
| 5e | Emma Johansson       | Suède          | Orica-AIS             | + 6 s           |
| 6e | Ellen van Dijk       | Pays-Bas       | Specialized-Lululemon | + 19 s          |
| 7e | Alena Amialiusik     | Biélorussie    | BePink                | + 25 s          |
| 8e | Amber Neben          | États-Unis     | Pasta Zara-Cogeas     | + 28 s          |
| 9e | Tiffany Cromwell     | Australie      | Orica-AIS             | + 33 s          |
| 10e | Jessie Daams         | Belgique       | Boels Dolmans         | + 33 s          |

### Points attribués
| Position           | 1er | 2e | 3e | 4e | 5e | 6e | 7e | 8e | 9e | 10e | 11e | 12e | 13e | 14e | 15e | 16e | 17e | 18e |
| Classement général | 100 | 75 | 55 | 45 | 38 | 32 | 26 | 22 | 18 | 15  | 12  | 10  | 8   | 6   | 4   | 3   | 2   | 1   |

## Liste des participants
| Légende | Légende                                                                    | Légende | Légende                                                    |
| ------- | -------------------------------------------------------------------------- | ------- | ---------------------------------------------------------- |
| Num     | Dossard de départ porté par le coureur sur cette Flèche wallonne féminine  | Pos     | Position à l'arrivée de la course                          |
|         | Indique un maillot de champion national ou mondial, suivi de sa spécialité | NP      | Indique un coureur qui n'a pas pris le départ de la course |
| AB      | Indique un coureur qui n'a pas terminé la course                           | HD      | Indique un coureur qui a terminé la course hors des délais |

| Specialized-Lululemon SLU       | Specialized-Lululemon SLU | Specialized-Lululemon SLU |
| ------------------------------- | ------------------------- | ------------------------- |
| Num                             | Coureur                   | Pos                       |
| 2                               | Lisa Brennauer (GER)      | 30e                       |
| 3                               | Katie Colclough (GBR)     | 80e                       |
| 4                               | Carmen Small (USA)        | 52e                       |
| 5                               | Ellen van Dijk (NED)      | 6e                        |
| 7                               | Loren Rowney (AUS)        | 71e                       |
| 9                               | Tayler Wiles (USA)        | AB                        |
| Directeur sportif : Ronny Lauke |                           |                           |

| Rabo Women RBW                    | Rabo Women RBW               | Rabo Women RBW |
| --------------------------------- | ---------------------------- | -------------- |
| Num                               | Coureur                      | Pos            |
| 11                                | Marianne Vos (NED)           | 1re            |
| 12                                | Lucinda Brand (NED)          | 50e            |
| 13                                | Pauline Ferrand-Prévot (FRA) | 13e            |
| 14                                | Megan Guarnier (USA)         | 24e            |
| 15                                | Roxane Knetemann (NED)       | 69e            |
| 16                                | Sanne van Paassen (NED)      | 51e            |
| Directeur sportif : Ruud Verhagen |                              |                |

| Orica-AIS GEW                        | Orica-AIS GEW          | Orica-AIS GEW |
| ------------------------------------ | ---------------------- | ------------- |
| Num                                  | Coureur                | Pos           |
| 21                                   | Emma Johansson (SWE)   | 5e            |
| 22                                   | Tiffany Cromwell (AUS) | 9e            |
| 23                                   | Shara Gillow (AUS)     | 31e           |
| 24                                   | Loes Gunnewijk (NED)   | 47e           |
| 25                                   | Jessie MacLean (AUS)   | 70e           |
| 26                                   | Amanda Spratt (AUS)    | 35e           |
| Directeur sportif : David McPartland |                        |               |

| Hitec Products HPU            | Hitec Products HPU           | Hitec Products HPU |
| ----------------------------- | ---------------------------- | ------------------ |
| Num                           | Coureur                      | Pos                |
| 31                            | Elisa Longo Borghini ( ITA)  | 2e                 |
| 32                            | Emilia Fahlin ( SWE)         | AB                 |
| 33                            | Chloe Hosking ( AUS)         | AB                 |
| 34                            | Cecilie Gotaas Johnsen (NOR) | 74e                |
| 35                            | Rachel Neylan (AUS)          | 49e                |
| 36                            | Rossella Ratto (ITA)         | 79e                |
| Directeur sportif : Karl Lima |                              |                    |

| Vienne Futuroscope FUT           | Vienne Futuroscope FUT  | Vienne Futuroscope FUT |
| -------------------------------- | ----------------------- | ---------------------- |
| Num                              | Coureur                 | Pos                    |
| 43                               | Oriane Chaumet (FRA)    | 33e                    |
| 44                               | Audrey Cordon (FRA)     | 40e                    |
| 45                               | Amélie Rivat (FRA)      | 18e                    |
| 46                               | Manon Souyris (FRA)     | 57e                    |
| 47                               | Sabrine Bideau (FRA)    | 44e                    |
| 48                               | Emmanuelle Merlot (FRA) | 58e                    |
| Directeur sportif : Paul Brousse |                         |                        |

| Boels Dolmans DLT              | Boels Dolmans DLT          | Boels Dolmans DLT |
| ------------------------------ | -------------------------- | ----------------- |
| Num                            | Coureur                    | Pos               |
| 51                             | Martine Bras (NED)         | AB                |
| 52                             | Elizabeth Armitstead (GBR) | 12e               |
| 53                             | Jessie Daams (BEL)         | 10e               |
| 54                             | Emma Trott (GBR)           | AB                |
| 55                             | Marieke van Wanroij (NED)  | AB                |
| 56                             | Adrie Visser (NED)         | 45e               |
| Directeur sportif : Danny Stam |                            |                   |

| Sengers Ladies SLT              | Sengers Ladies SLT              | Sengers Ladies SLT |
| ------------------------------- | ------------------------------- | ------------------ |
| Num                             | Coureur                         | Pos                |
| 61                              | Anna van der Breggen (NED)      | 4e                 |
| 63                              | Vera Koedooder (NED)            | 63e                |
| 64                              | Christine Majerus (LUX) (route) | 32e                |
| 65                              | Maaike Polspoel (BEL)           | 67e                |
| 66                              | Inge Roggeman (BEL)             | 56e                |
| 68                              | Birgit Lavrijssen (NED)         | AB                 |
| Directeur sportif : Marc Bracke |                                 |                    |

| Argos-Shimano ARW                          | Argos-Shimano ARW   | Argos-Shimano ARW |
| ------------------------------------------ | ------------------- | ----------------- |
| Num                                        | Coureur             | Pos               |
| 71                                         | Lucy Garner (GBR)   | AB                |
| 72                                         | Elke Gebhardt (GER) | AB                |
| 73                                         | Willeke Knol (NED)  | AB                |
| 74                                         | Kelly Markus (NED)  | AB                |
| 75                                         | Amy Pieters (NED)   | 64e               |
| 76                                         | Esra Tromp (NED)    | AB                |
| Directeur sportif : Cees Jan van der Zweep |                     |                   |

| Lotto Belisol Ladies LBL              | Lotto Belisol Ladies LBL    | Lotto Belisol Ladies LBL |
| ------------------------------------- | --------------------------- | ------------------------ |
| Num                                   | Coureur                     | Pos                      |
| 81                                    | Ashleigh Moolman (RSA)      | 3e                       |
| 82                                    | Marijn de Vries (NED)       | 19e                      |
| 83                                    | Ann-Sophie Duyck (BEL)      | 55e                      |
| 84                                    | Marion Rousse (FRA) (route) | AB                       |
| 85                                    | Carlee Taylor (AUS)         | 14e                      |
| 86                                    | Céline van Severen (BEL)    | 27e                      |
| Directeur sportif : Danny Schoonbaert |                             |                          |

| Wiggle Honda WHT               | Wiggle Honda WHT               | Wiggle Honda WHT |
| ------------------------------ | ------------------------------ | ---------------- |
| Num                            | Coureur                        | Pos              |
| 92                             | Emily Collins (NZL)            | AB               |
| 93                             | Mayuko Hagiwara (JPN)          | AB               |
| 94                             | Danielle King (GBR)            | AB               |
| 95                             | Joanna Rowsell (GBR)           | 46e              |
| 96                             | Laura Trott (GBR)              | 72e              |
| 99                             | Anna Bianca Schnitzmeier (GER) | 53e              |
| Directeur sportif : Simon Cope |                                |                  |

| Sélection nationale de France      | Sélection nationale de France | Sélection nationale de France |
| ---------------------------------- | ----------------------------- | ----------------------------- |
| Num                                | Coureur                       | Pos                           |
| 101                                | Aude Biannic (FRA)            | 34e                           |
| 102                                | Élodie Hegoburu (FRA)         | NP                            |
| 103                                | Mélodie Lesueur (FRA)         | 62e                           |
| 104                                | Ludivine Loze (FRA)           | AB                            |
| 105                                | Lucie Pader (FRA)             | AB                            |
| 106                                | Edwige Pitel (FRA)            | 15e                           |
| Directeur sportif : Dany Bonnoront |                               |                               |

| Bepink BPK                      | Bepink BPK             | Bepink BPK |
| ------------------------------- | ---------------------- | ---------- |
| Num                             | Coureur                | Pos        |
| 111                             | Alena Amialiusik (BLR) | 7e         |
| 112                             | Noemi Cantele (ITA)    | 20e        |
| 113                             | Dalia Muccioli (ITA)   | 28e        |
| 115                             | Silvia Valsecchi (ITA) | AB         |
| 116                             | Georgia Williams (NZL) | 23e        |
| 117                             | Simona Frapporti (ITA) | AB         |
| Directeur sportif : Walter Zini |                        |            |

| Pasta Zara-Cogeas PZC                  | Pasta Zara-Cogeas PZC   | Pasta Zara-Cogeas PZC |
| -------------------------------------- | ----------------------- | --------------------- |
| Num                                    | Coureur                 | Pos                   |
| 121                                    | Inga Cilvinaite (LTU)   | 75e                   |
| 122                                    | Giada Borgato (ITA)     | AB                    |
| 123                                    | Rossella Callovi (ITA)  | AB                    |
| 124                                    | Silvija Latozaite (LTU) | AB                    |
| 125                                    | Amber Neben (USA)       | 8e                    |
| 126                                    | Martina Ruzickova (CZE) | AB                    |
| Directeur sportif : Maurizio Simonetti |                         |                       |

| Estado de México-Faren EMF               | Estado de México-Faren EMF      | Estado de México-Faren EMF |
| ---------------------------------------- | ------------------------------- | -------------------------- |
| Num                                      | Coureur                         | Pos                        |
| 131                                      | Fabiana Luperini (ITA)          | 16e                        |
| 132                                      | Maria Giulia Confalonieri (ITA) | AB                         |
| 133                                      | Christel Ferrier-Bruneau (FRA)  | 43e                        |
| 134                                      | Sara Mustonen (SWE)             | 77e                        |
| 135                                      | Jutta Nieminen (FIN)            | AB                         |
| 136                                      | Susanna Zorzi (ITA)             | 59e                        |
| Directeur sportif : Fortunato Lacquaniti |                                 |                            |

| CycleLive Plus-Zannata CZT              | CycleLive Plus-Zannata CZT   | CycleLive Plus-Zannata CZT |
| --------------------------------------- | ---------------------------- | -------------------------- |
| Num                                     | Coureur                      | Pos                        |
| 141                                     | Annelies Dom (BEL)           | AB                         |
| 142                                     | Latoya Brulee (BEL)          | AB                         |
| 143                                     | Daissy Depoorter (BEL)       | AB                         |
| 145                                     | Carla Ryan (AUS)             | AB                         |
| 146                                     | Annelies van Doorslaer (BEL) | 48e                        |
| 148                                     | Monique van de Ree (NED)     | AB                         |
| Directeur sportif : Heidi Van De Vijver |                              |                            |

| MCipollini Giordana MCG               | MCipollini Giordana MCG    | MCipollini Giordana MCG |
| ------------------------------------- | -------------------------- | ----------------------- |
| Num                                   | Coureur                    | Pos                     |
| 151                                   | Tatiana Antoshina (RUS)    | 38e                     |
| 152                                   | Valentina Carretta (ITA)   | 54e                     |
| 153                                   | Tatiana Guderzo (ITA)      | 37e                     |
| 154                                   | Małgorzata Jasińska (POL)  | AB                      |
| 155                                   | Valentina Scandolara (ITA) | 39e                     |
| Directeur sportif : Luisiana Pegoraro |                            |                         |

| RusVélo RVL                           | RusVélo RVL                 | RusVélo RVL |
| ------------------------------------- | --------------------------- | ----------- |
| Num                                   | Coureur                     | Pos         |
| 161                                   | Alexandra Burchenkova (RUS) | 60e         |
| 163                                   | Oxana Kozonchuk (RUS)       | 41e         |
| 164                                   | Elena Kuchinskaya (RUS)     | 17e         |
| 166                                   | Aizan Zhaparova (RUS)       | AB          |
| 167                                   | Yulia Blindyuk (RUS)        | 61e         |
| 168                                   | Elena Bocharnikova (RUS)    | 42e         |
| Directeur sportif : Alexander Efimkin |                             |             |

| GSD Gestion-Kallisto GKS            | GSD Gestion-Kallisto GKS    | GSD Gestion-Kallisto GKS |
| ----------------------------------- | --------------------------- | ------------------------ |
| Num                                 | Coureur                     | Pos                      |
| 171                                 | Charlene Delev (GER)        | AB                       |
| 172                                 | Katarzyna Pawlowska (POL)   | 11e                      |
| 173                                 | Mayra del Rocio Rocha (MEX) | AB                       |
| 174                                 | Stephanie Roorda (CAN)      | AB                       |
| 175                                 | Lina-Kristin Schink (GER)   | 65e                      |
| Directeur sportif : Jacques Gautier |                             |                          |

| Futurumshop.nl TPO                 | Futurumshop.nl TPO        | Futurumshop.nl TPO |
| ---------------------------------- | ------------------------- | ------------------ |
| Num                                | Coureur                   | Pos                |
| 181                                | Anouska Koster (NED)      | 25e                |
| 182                                | Sarah-Lena Hofmann (GER)  | AB                 |
| 183                                | Mieke Kröger (GER)        | AB                 |
| 188                                | Janine van der Meer (NED) | AB                 |
| Directeur sportif : Thijs Rondhuis |                           |                    |

| Sélection nationale des États-Unis | Sélection nationale des États-Unis | Sélection nationale des États-Unis |
| ---------------------------------- | ---------------------------------- | ---------------------------------- |
| Num                                | Coureur                            | Pos                                |
| 191                                | Kristin McGrath (USA)              | 21e                                |
| 192                                | Jessica Cutler (USA)               | AB                                 |
| 193                                | Lauren Hall (USA)                  | 36e                                |
| 194                                | Emily Kachorek (USA)               | AB                                 |
| 195                                | Kendall Ryan (USA)                 | AB                                 |
| 196                                | Ruth Winder (USA)                  | AB                                 |
| Directeur sportif : John Seehafer  |                                    |                                    |

| Topsport Vlaanderen-Bioracer VLL      | Topsport Vlaanderen-Bioracer VLL | Topsport Vlaanderen-Bioracer VLL |
| ------------------------------------- | -------------------------------- | -------------------------------- |
| Num                                   | Coureur                          | Pos                              |
| 201                                   | Els Belmans (BEL)                | AB                               |
| 202                                   | Ine Beyen (BEL)                  | 68e                              |
| 203                                   | Stephanie De Croock (BEL)        | 76e                              |
| 206                                   | Anisha Vekemans (BEL)            | 78e                              |
| 207                                   | Gilke Croket (BEL)               | AB                               |
| 208                                   | Jessy Druyts (BEL)               | 66e                              |
| Directeur sportif : Glenn D'Hollander |                                  |                                  |

| Bizkaia-Durango BPD                | Bizkaia-Durango BPD     | Bizkaia-Durango BPD |
| ---------------------------------- | ----------------------- | ------------------- |
| Num                                | Coureur                 | Pos                 |
| 211                                | Joanne Hogan (AUS)      | 26e                 |
| 212                                | Lilibeth Chacón (VEN)   | AB                  |
| 213                                | Dorleta Eskamendi (ESP) | 73e                 |
| 214                                | Mayalen Noriega (ESP)   | AB                  |
| 215                                | Anna Sanchis (ESP)      | 29e                 |
| 216                                | Ane Santesteban (ESP)   | 22e                 |
| Directeur sportif : Denis Gonzales |                         |                     |